# Jaime Krsto Ferkic
Jaime Krsto Ferkic (* 9. September 1989) ist ein deutsch-kroatischer Schauspieler, der auch unter dem Pseudonym Jaime Krsto auftritt.

## Leben
Jaime Krsto ist eines von sechs Geschwistern und wuchs in Heist, in der Nähe von Uetersen auf. Seit 2009 lebt er in Berlin. Vier seiner Geschwister sind ebenfalls Schauspieler: Kristo (* 1998), Joanna (* 1994), Vijessna (* 1987) und Arissa Ferkic (* 1984). Nur die älteste Schwester Lilja ist nicht im Filmgeschäft tätig.
Neben kleinen Auftritten in Fernsehserien wie Tatort, Das Traumschiff und Notruf Hafenkante spielte Ferkic auch in einigen Filmproduktionen wie der Verfilmung von Das fliegende Klassenzimmer aus dem Jahr 2003 nach dem gleichnamigen Jugendbuch von Erich Kästner. Im Jahr 2009 spielte er als zweite Hauptrolle den Prinzen in Rapunzel aus der ARD-Reihe Acht auf einen Streich.
Seit seinem abgeschlossenen Schauspielstudium an der Universität der Künste in Berlin spielt er als Gast am Berliner Ensemble und ist unter anderem bei Die Räuber, Woyzeck und Der gute Mensch von Sezuan zu sehen.

## Filmografie (Auswahl)
- 2001: Pinky und der Millionenmops
- 2002: Die Strandclique (Fernsehserie, Folge Moses)
- 2002: Die Strandclique (Fernsehserie, Folge Der Schweiger)
- 2003: Das fliegende Klassenzimmer
- 2003: Kunden und andere Katastrophen (Fernsehserie)
- 2004: Tatort: Todes-Bande
- 2004: Alphateam – Die Lebensretter im OP (Fernsehserie, Folge Der geborene Dieb)
- 2005: Endlich Urlaub! (Fernsehfilm)
- 2005: Das Traumschiff (Fernsehreihe, Folge Vancouver)
- 2005: Die Rettungsflieger (Fernsehserie, Folge Irrtümer)
- 2007: Die Wilden Hühner und die Liebe
- 2007–2019: Notruf Hafenkante (Fernsehserie, 2 Folgen)
- 2008: Die Welle
- 2009: Rapunzel (Fernsehfilm)
- 2011: Die Stein (Fernsehserie, 1 Folge)
- 2012: Unser Charly (Fernsehserie, 1 Folge)
- 2016: Seitenwechsel
- 2019: Frau Jordan stellt gleich (Fernsehserie, Folge Siegerinnen und Verlierer)
- 2020: Das Traumschiff: Marokko (Fernsehreihe)
- 2021: Inga Lindström: Das Haus der 1000 Sterne (Fernsehreihe)
- 2022: Der Bergdoktor (Fernsehserie, Folge Scheinwelten)
- 2022: Blutige Anfänger (Fernsehserie, Folge Toxisch)
- 2024: SOKO Hamburg (Fernsehserie, Folge Diagnose Mord)